# Вімблдонський турнір 2025
Вімблдонський турнір 2025 проходив з 30 червня  по 13 липня 2025 року на кортах Всеанглійського клубу лаун-тенісу і крокету в передмісті Лондона Вімблдоні. Це був 138-й Вімблдонський чемпіонат, а також третій турнір Grand Slam з початку року. Турнір входив до програм ATP та WTA турів.
В індивідуальному розряді серед чоловіків  титул захищав іспанець Карлос Алькарас, а серед жінок — чешка Барбора Крейчикова.

## Огляд подій та досягнень
Одиночні змагання серед чоловіків виграв італієць Яннік Сіннер. Він став вімблдонським чемпіоном уперше, але загалом це для нього четвертий виграний мейджор. 
Серед жінок перемогу святкувала полька Іга Свйонтек. Це для неї перший виграний Вімблдон, а загалом шостий тріумфальний грендслем. 
У парному чоловічому розряді перемогли британці Джуліан Кеш та Ллойд Гласспул. Для обох це перший виграний грендслем. 
Серед жіночих пар звитяжили   Вероніка Кудерметова та Елісе Мертенс. Для Кудерметової це перша перемога у мейджорі, для Мертенс — п'ята.
У міксті перемогли чешка Катержина Сінякова та нідерландець Сем Вербек. Для Вербека це перший грендслем, для Сінякової — перший виграний мейджор у міксті, а загалом 11-а парна звитяга в турнірах Великого шолома.

## Результати фінальних матчів

### Дорослі
| Одиночний розряд. Джентльмени (Детальніше) |                             |                    |
| Яннік Сіннер                               | Карлос Алькарас             | 4–6, 6–4, 6–4, 6–4 |
|                                            |                             |                    |
| Одиночний розряд. Леді (Детальніше)        |                             |                    |
| Іга Свйонтек                               | Аманда Анісімова            | 6–0, 6–0           |
|                                            |                             |                    |
| Парний розряд. Джентльмени (Детальніше)    |                             |                    |
| Джуліан Кеш Ллойд Гласспул                 | Рінкі Хіджіката Давід Пель  | 6–2, 7–6(7–3)      |
|                                            |                             |                    |
| Парний розряд. Леді (Детальніше)           |                             |                    |
| Вероніка Кудерметова Елісе Мертенс         | Сє Шувей Єлєна Остапенко    | 3–6, 6–2, 6–4      |
|                                            |                             |                    |
| Мікст (Детальніше)                         |                             |                    |
| Сем Вербек Катержина Сінякова              | Джо Салісбері Луїза Стефані | 7–6(7–3), 7–6(7–3) |
|                                            |                             |                    |

### Юніори
| Одиночний розряд. Хлопці               |                            |                       |  |
| Іван Іванов                            | Роніт Каркі                | 6–2, 6–3              |  |
|                                        |                            |                       |  |
| Одиночний розряд. Дівчата              |                            |                       |  |
| Мія Поганкова                          | Хульєта Пареха             | 6–3, 6–1              |  |
|                                        |                            |                       |  |
| Парний розряд. Хлопці                  |                            |                       |  |
| Оскарі Пальданіус Алан Важний          | Олівер Бондінг Джеггер Ліч | 5–7, 7–6(8–6), [10–5] |  |
| Парний розряд. Дівчата                 |                            |                       |  |
| Крістіна Пенікова Вендула Вальдманнова | Тея Фродін Хульєта Пареха  | 6–4, 6–2              |  |
|                                        |                            |                       |  |